# Goúvai (ort i Grekland)
Goúvai är en ort i Grekland.   Den ligger i prefekturen Nomós Irakleíou och regionen Kreta, i den sydöstra delen av landet, 300 km söder om huvudstaden Aten. Goúvai ligger 104 meter över havet och antalet invånare är 7 760.
Terrängen runt Goúvai är kuperad söderut, men norrut är den platt. Havet är nära Goúvai norrut. Runt Goúvai är det ganska tätbefolkat, med 56 invånare per kvadratkilometer. Närmaste större samhälle är Heraklion, 15,5 km väster om Goúvai. 